# Subsidenza atmosferica
Si ha un fenomeno di subsidenza atmosferica quando, a causa della sua maggiore densità, l'aria degli strati più alti scende verso gli strati più bassi.
Nel suo moto discendente, l'aria aumenta la propria temperatura per compressione (abbassandosi di quota aumenta la pressione) e fa aumentare la temperatura al suolo con conseguente dissolvimento di nubi.
Questo fenomeno, frequente nelle zone anticicloniche, è rafforzato dal fatto che l'aria degli strati bassi scivola lateralmente dalla zona dove la pressione è più alta verso zone dove la pressione è più bassa, allontanandosi dal centro con moto orario nell'emisfero settentrionale e antiorario in quello meridionale .